# Dasysphecia bombyliformis
Dasysphecia bombyliformis is een vlinder uit de familie wespvlinders (Sesiidae), onderfamilie Sesiinae.
Dasysphecia bombyliformis is voor het eerst wetenschappelijk beschreven door Rothschild in 1911. De soort komt voor in het Oriëntaals gebied.